# Râul Valea Seacă a Baiului
Râul Valea Seacă a Baiului sau Râul Cracul Dihamului este un curs de apă, afluent al râului Valea Cerbului.

## Hărți
- Munții Bucegi  Arhivat în 28 mai 2008, la Wayback Machine.
- Harta Munții Bucegi
- Harta Munții Bucegi
- Harta județului Prahova